# Frank Goldstone
Frank Walter Goldstone (7 décembre 1870 - 25 décembre 1955) est un enseignant, syndicaliste et homme politique britannique.

## Biographie
Goldstone est né à Bishopwearmouth, dans le comté de Durham (aujourd'hui Sunderland) le 7 décembre 1870. Le troisième fils d'un artiste du vitrail, il fréquente le Borough Road Traininge College, Isleworth après avoir terminé ses études au Diamond Hall à Millfield.
De 1891 à 1910, Goldstone est maître adjoint à l'école Bow Street à Sheffield. En 1895, il épouse Elizabeth Alice Henderson de Whittingham, Northumberland. Ils ont deux enfants, Elsie (né en 1897) et Frank (né en 1899).
Membre du Syndicat national des enseignants (NUT), il devient président du sous-groupe de la Fédération nationale des enseignants de classe en 1902, membre du comité exécutif de la NUT en 1902 et président de son comité juridique en 1904. En 1910, il intensifie sa participation au NUT, en tant que secrétaire de l'Organisation (1910–1918), secrétaire adjoint (1918–1924) et enfin secrétaire général (1924–1931).
Peu de temps avant l'élection de décembre 1910, Goldstone est choisi comme candidat travailliste pour Sunderland, en remplacement tardif de RJ Wilson (membre de la Co-operative Society). Après avoir remporté le siège, il est nommé Whip en chef du Parti travailliste en 1914. Il perd son siège aux élections de 1918.
Goldstone est fait chevalier par George V au palais de Buckingham le 29 juin 1931, la même année où il prend sa retraite en tant que secrétaire général de NUT. Par la suite, il sert trois ans en tant que directeur d'un collège de tutorat. En 1942, sa femme meurt à Ipswich et Goldstone meurt dans la même ville le 25 décembre 1955.